# 담약수

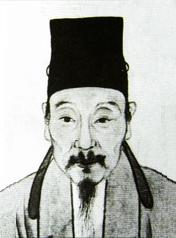
담약수

담약수(湛若水, 1466년~1560년)는 중국 명나라의 유학자이다. 자는 원명(元明), 호는 감천(甘泉)이며, 광동성(廣東省) 증성(增城, 지금의 광둥성 광저우시廣州市 쩡청 구增城區) 출신이다.

## 생애
진헌장(陳獻章, 혹은 진백사陳白沙)에게 배워 정좌침잠(靜座沈潛)의 수련을 쌓아 사관(仕官)이 되려고 했으나, 어머니의 명으로 남경국자감(南京國子監)에 들어가 40세 때인 홍치(弘治) 18년(1505년), 을축과(乙丑科)에서 진사에 올랐다. 이후 서길사(庶吉士)에 뽑혀서 한림원편수(翰林院編修)가 되었고, 직책이 예부·이부·병부 상서에 이르렀다. 70세를 넘어 사직하였다. 시호는 문간(文簡)이다.
담약수는 진헌장의 뒤를 이어 영남학파(嶺南學派)의 지도자가 되었다. 남악(南岳) 형산(衡山) 자운봉(紫雲峰) 아래 있던 형악사(衡嶽寺) 절터에 건물을 짓고 감천정사(甘泉精舍)라 이름 지었다. 그곳에서 담약수가 강학을 하니, 사람들이 감천서원(甘泉書院)이라 불렀다.

## 사상
한림원편수 시절, 이부(吏部)에 있던 왕양명(王陽明)과 함께 유학을 연구했다. 진헌장에게 배운 담약수는 치양지설(致良知說)을 내세우는 왕양명과 논란하여 양보하는 일이 없었고, 당시의 학자는 왕·담의 두 파로 나누어졌다고 한다. 또 이르는 데마다 반드시 서원을 세워 진헌장을 모셨고, 문하생이 널리 여러 곳에 있었다.
담약수는 왕양명보다 6살 많은데, 뒤에 양명의 묘지명을 썼다. 양명이 강학할 때 담약수가 가장 먼저 동참했다. 담약수 사상의 본령은 ‘체인천리, 전소습심’(體認天理, 煎銷習心)인데, 양명의 ‘존천리, 거인욕’(存天理 去人欲)과 서로 비슷하다. 그들 사이의 불일치는 다만 격물(格物, 사물의 탐구)을 해석하는 데에만 있다.
저술은 아주 많은데, 《심성도설》(心性圖說), 《격물통》(格物通), 《준도록》(遵道錄), 문집에 《감천집》 등이 있다.

## 평가
당대에 끼쳤던 영향력에 비해 담약수 사상의 영향력은 그의 사후에 약화되기 시작하여 청나라 시대에 오면 매우 미미해졌다. 담약수의 문집이 《사고전서》에 포함되지 않을 정도였다. 현대에도 담약수의 스승인 진헌장과 친구인 왕양명의 문집이 여러 형태의 표점본(문장부호를 써서 문장을 읽기 쉽게 띄어쓴 판본)이 간행되었으나, 담약수의 문집은 간행된 적이 없다. 상대적으로 많지 않은, 담약수에 대한 근대적 연구들은 대개 그를 왕양명 혹은 양명학과의 관련 속에서 다룬다. 양명학 발전의 한 단계로 국한하여 보는 것이다.